# Ramnami Samaj
El Rāmnāmī Samāj és una secta hindú fundada per Parasurām, a la dècada de 1890, que adora el déu Rama Viuen principalment a Chhattisgarh. Els seus seguidors es tatuen la paraula "Ram" (sànscrit: राम) al cos i porten xals amb la paraula "Ram" impresa i barrets fets amb plomes de paó. Les estimacions de la població del grup oscil·len entre uns 20.000 i més de 100.000.

## Història
Sant Parasuram, el fundador Chamar de Ramnami samaj nascut a la dècada de 1870 al poble de Charpora segons relats anecdòtics, es creu que va ser la primera persona que es va tatuar la paraula "Ram" al front a la dècada de 1890 i es considera el fundador de la secta. Parasuram es va tatuar com un acte de desafiament després d'haver-se-li negat l'entrada a un temple a causa de la seva casta. Segons Ramdas Lamb, la secta és una continuació del moviment Bhakti del segle XV.

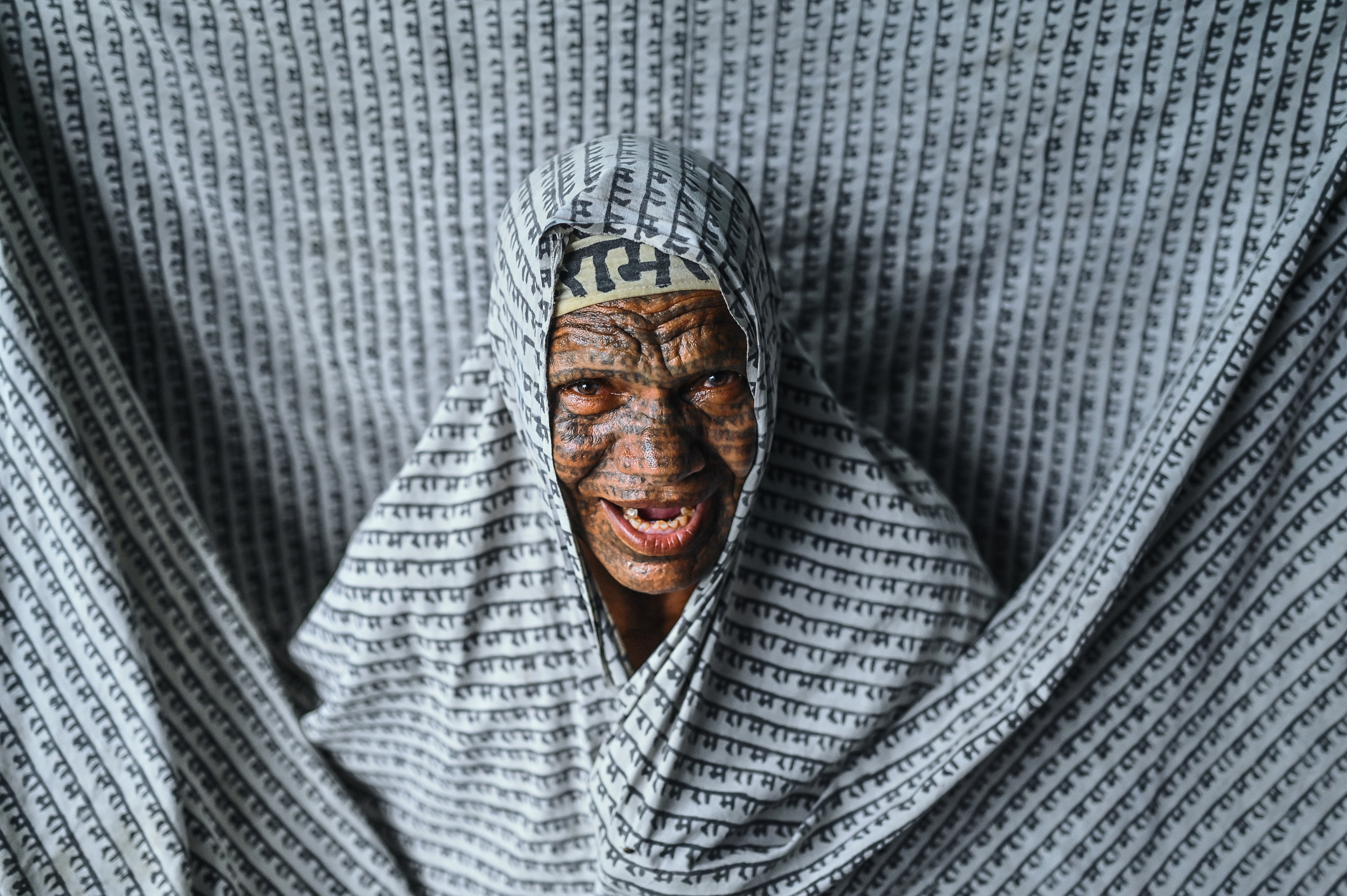
Membre de la secta Ramnami el 2022, amb tatuatges i xal

El 1910, els Ramnamis van guanyar una causa judicial contra els hindús de casta superior pel dret a utilitzar el nom del déu Ram. Fins a la dècada de 1980, als seguidors tatuats se'ls va negar l'entrada als temples perquè els seus tatuatges "revelaven la seva casta".

## Pràctiques
Els seguidors de la secta no beuen ni fumen, canten el nom de Ram cada dia es tatuen la paraula "Ram" al cos i porten un xal amb la paraula "Ram" impresa i un tocat fet de plomes de paó. Els que tenen tatuatges de cos sencer són coneguts com a "purnanakshik" i són majoritàriament de setanta anys; les generacions més joves de Ramnamis ja no estan tatuades, tement que se'ls pugui discriminar i se'ls negui el treball a causa dels tatuatges. Els ramnamis es reuneixen cada any per a un Bhajan Mela de tres dies al final de la temporada de collita de desembre a gener al poble de Sarsiwa, al districte de Raipur, on erigeixen un jayostambh (un pilar blanc amb el nom de Ram inscrit) i canten les Ramcharitmanas.

## Demografia

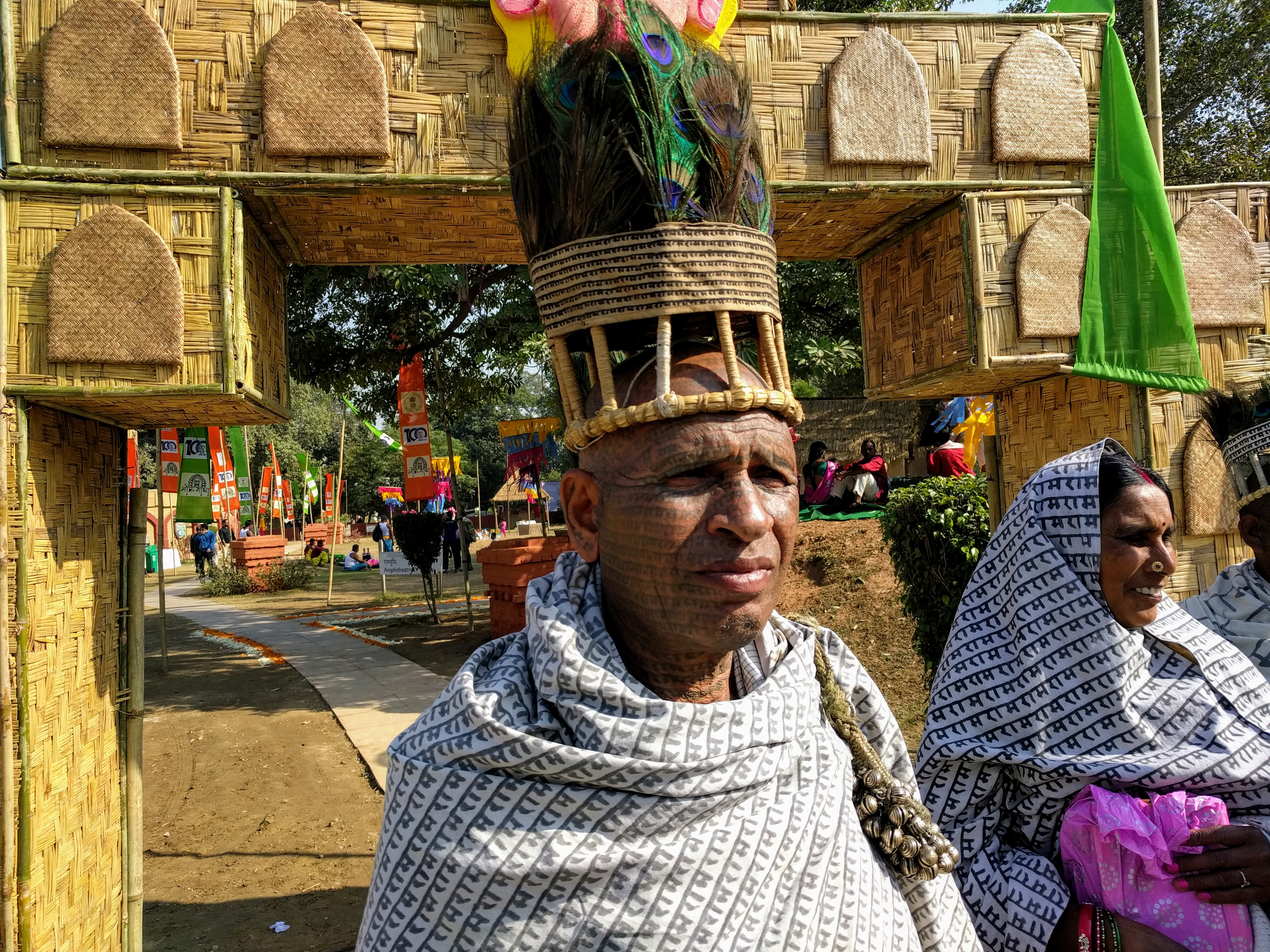
Una parella Ramnami

Atès que els ramnamis apareixen simplement com a hindús als registres oficials, no es disposa de dades demogràfiques precises, però els ancians estimen que la seva població no supera els 20.000 segons l'assistència al Bhajan Mela anual; tanmateix, altres estimen que és de més de 100.000. Els ramnamis viuen principalment als pobles al llarg del riu Mahanadi a Chhattisgarh, però alguns membres també viuen a les regions frontereres de Maharashtra i Odisha.